# Ezequiel Quispe Salas
Ezequiel Quispe Salas es un médico y político peruano. 
Participó en las elecciones municipales de 1983 como candidato a regidor de la Municipalidad provincial del Cusco por el Partido Aprista Peruano sin éxito. En 1980 participó en las elecciones generales como candidato a diputado por el departamento del Cusco sin obtener la diputación. En las elecciones generales de 1985 fue elegido diputado por el departamento del Cusco.